# 尊厳と真実の基盤党
尊厳と真実の基盤党（そんげんとしんじつのきばんとう、ルーマニア語: Partidul Politic "Platforma Demnitate și Adevăr", PPDA）は、モルドバの政党である。中道右派であり、親欧州主義と反汚職を推進している。
この党は、弁護士で元検察官のアンドレイ・ナスタセによって設立され、政治体制の抜本的な変革を訴えている。 2017年には欧州人民党（EPP）のオブザーバー会員となった。  

## 概要
2015年2月24日、ジャーナリスト、アナリスト、社会活動家を含む14名からなる最初のグループが、「尊厳と真実の基盤党」と呼ばれる運動の創設を発表した。この運動の公言された目的は、政府の監視役を務めることだった。この運動は、人々が政府への不満を表明する集会を組織した。抗議活動からほぼ1年後、運動の代表は新しい政党を設立することを決定した。

## 政治的イデオロギー
この党の指導部は、ウラジミール・プラホトニウク率いる「寡頭制政権」に反対を表明している。指導部は、親欧州主義の改革派政権を樹立するための早期的な選挙を支持し、モルドバにおける汚職に反対する中道右派の立場をとっている。